# Шаурен (Хунсрик)
Шаурен (њем. Schauren) град је у њемачкој савезној држави Рајна-Палатинат. Једно је од 96 општинских средишта округа Биркенфелд. Према процјени из 2010. у граду је живјело 540 становника. Посједује регионалну шифру (AGS) 7134076.

## Географски и демографски подаци
Шаурен се налази у савезној држави Рајна-Палатинат у округу Биркенфелд. Град се налази на надморској висини од 520 метара. Површина општине износи 7,1 km². У самом граду је, према процјени из 2010. године, живјело 540 становника. Просјечна густина становништва износи 76 становника/km².